# Колесов, Михаил Григорьевич
Михаил Григорьевич Колесов (29 октября (10) ноября 1895 год, Саратов — 1965, Иваново) — советский театральный актёр, народный артист РСФСР.

## Биография
Михаил Григорьевич Колесов родился 29 октября (10) ноября 1895 года в Саратове в семье рабочего-железнодорожника. С детства увлекался театром. В 1916—1924 годах играл в Саратове в театрах Общества им. Н. А. Островского, им. Карла Маркса и им. Н. Г. Чернышевского. Работал в театрах Омска, Новосибирска, Иркутска, Ярославля. 
В 1933—1965 годах был актёром Ивановского драматического театра, сыграл более 100 ролей.
Умер 15 мая 1965 года в Иваново, похоронен на Балинском кладбище.

## Награды и премии
- Заслуженный артист РСФСР (1942).
- Народный артист РСФСР (1957).

## Работы в театре
- «Фельдмаршал Кутузов» В. Соловьёва — Кутузов
- «Фронт» А. Корнейчука — Иван Горлов
- «Гроза» А. Островского — Тихон
- «Три сестры» А. Чехова — Чебутыкин
- «Без вины виноватые» А. Островского — Шмага
- «Свадьба Кречинского» А. Сухово-Кобылина — Расплюев
- «Кремлёвские куранты» Н. Погодина, «Ленин в 1918 году» А. Каплера и Т. Златогоровой, «Незабываемый 1919 год» В. В. Вишневского, «Хождение по мукам» по А. Н. Толстому — Владимир Ильич Ленин
- «Парижский тряпичник» Ф. Пиа

## Память
- В Иваново, на доме 43/32 по улице Кузнецова, где проживал народный артист РСФСР  М. Г. Колесов, установлена мемориальная доска [1].